# Major Indoor Soccer League (2001)
La Major Indoor Soccer League (spesso chiamata MISL II per distinguerla da quella, omonima, chiamata MISL I) è stata la Lega professionistica che dalla stagione dal 2001 al 2008 ha organizzato il campionato di calcio indoor in Nord America (più precisamente in Messico e negli Stati Uniti).
La MISL operava sotto la giurisdizione sia della Federación Mexicana de Fútbol Asociación che della U.S. Soccer Federation, alle quali era affiliata; era inoltre riconosciuta dalla FIFA, che quindi garantiva al torneo da essa organizzato lo status di campionato nordamericano di vertice di calcio indoor.

## Storia
La nascita della MISL fece seguito alla chiusura della Lega di calcio indoor nota come NPSL II, avvenuta nel 2001. I sei club superstiti organizzarono quindi una nuova associazione sul modello della Major League, e fondarono la MISL. Essendo quest'ultima la prosecuzione di fatto della defunta NPSL II, la FIFA la riconobbe subito. Nel 2002 altri due club provenienti da un'altra Lega calcio indoor si unirono alla MISL, portando il totale a 8 squadre. Dalla NPSL II la MISL ereditò anche il titolo sportivo di campionato di vertice di calcio indoor negli Stati Uniti e, in seguito, del Nord America.

## Organizzazione
Il campionato della MISL era organizzato a girone unico. Si disputava nella stagione invernale, quando la Major League era in pausa, con inizio della regular season intorno a ottobre e fine a marzo. Intorno alle festività natalizie era normalmente previsto un All-Star Game, in genere giocato da rappresentanti delle squadre della costa atlantica contro quelli di quelle del Pacifico. Le quattro migliori classificate della regular season disputavano le semifinali tra marzo e aprile (la prima contro la quarta, la seconda contro la terza classificata) in gara unica (nei campionati 2005/06 e 2006/07 le due semifinali furono in gara doppia di andata e ritorno con eventuale golden goal ai supplementari in caso di parità); la finale si disputava in gara unica.

## Albo d'oro
| Stagione | Campione          |
| -------- | ----------------- |
| 2001/02  | Philadelphia KiXX |
| 2002/03  | Baltimore Blast   |
| 2003/04  | Baltimore Blast   |
| 2004/05  | Milwaukee Wave    |
| 2005/06  | Baltimore Blast   |
| 2006/07  | Philadelphia KiXX |
| 2007/08  | Baltimore Blast   |

| Controllo di autorità | VIAF (EN) 139829343 · LCCN (EN) no88002513 |